# 幸町 (臺中市)

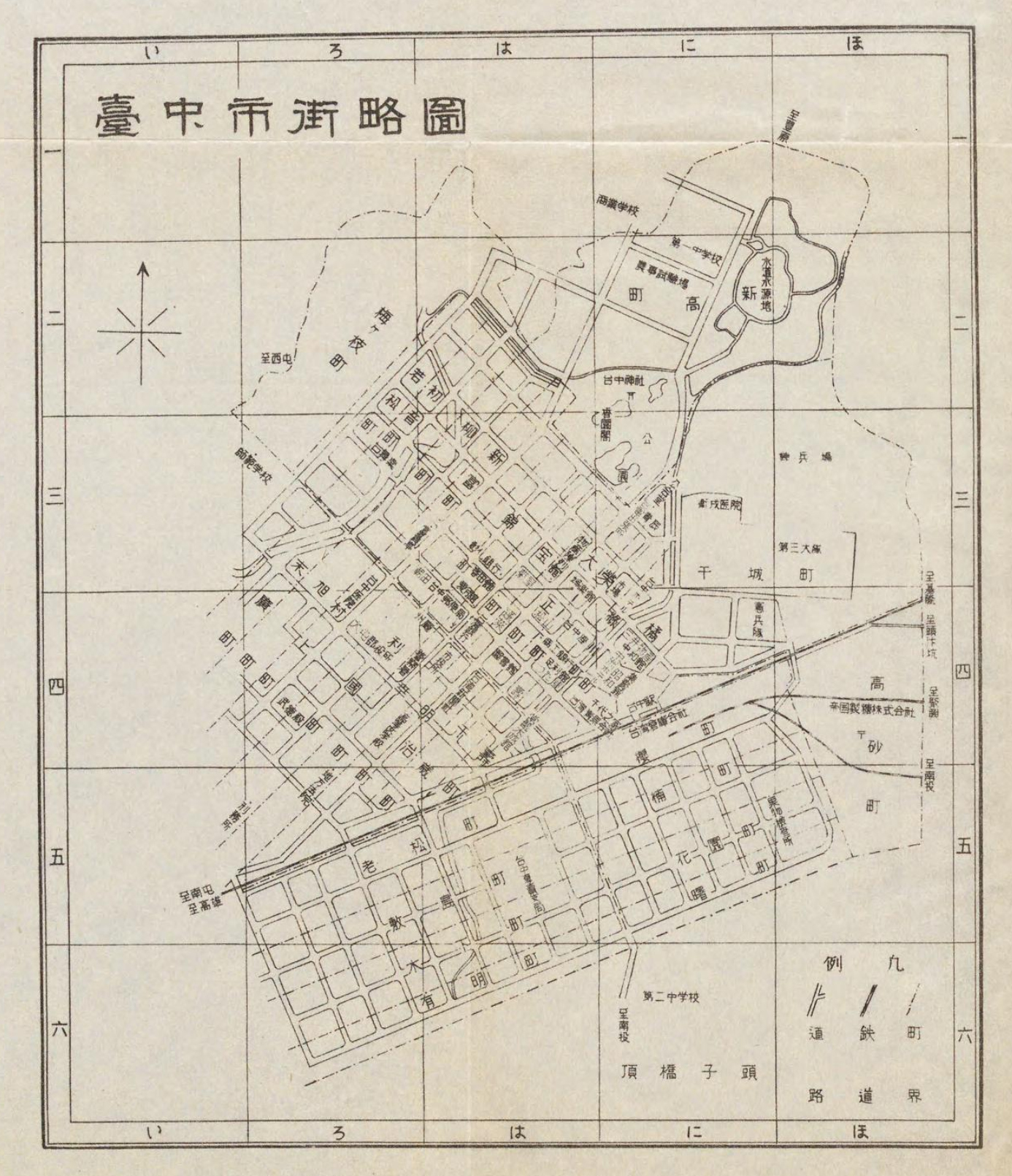
臺中市街略圖

幸町為台灣日治時期臺中州臺中市的町，分為七丁目；其最初在1916年公告為通稱町名，在1926年4月1日的町名改正公告中才正式設立，原臺中市大字的臺中改為31個町。

## 町內設施

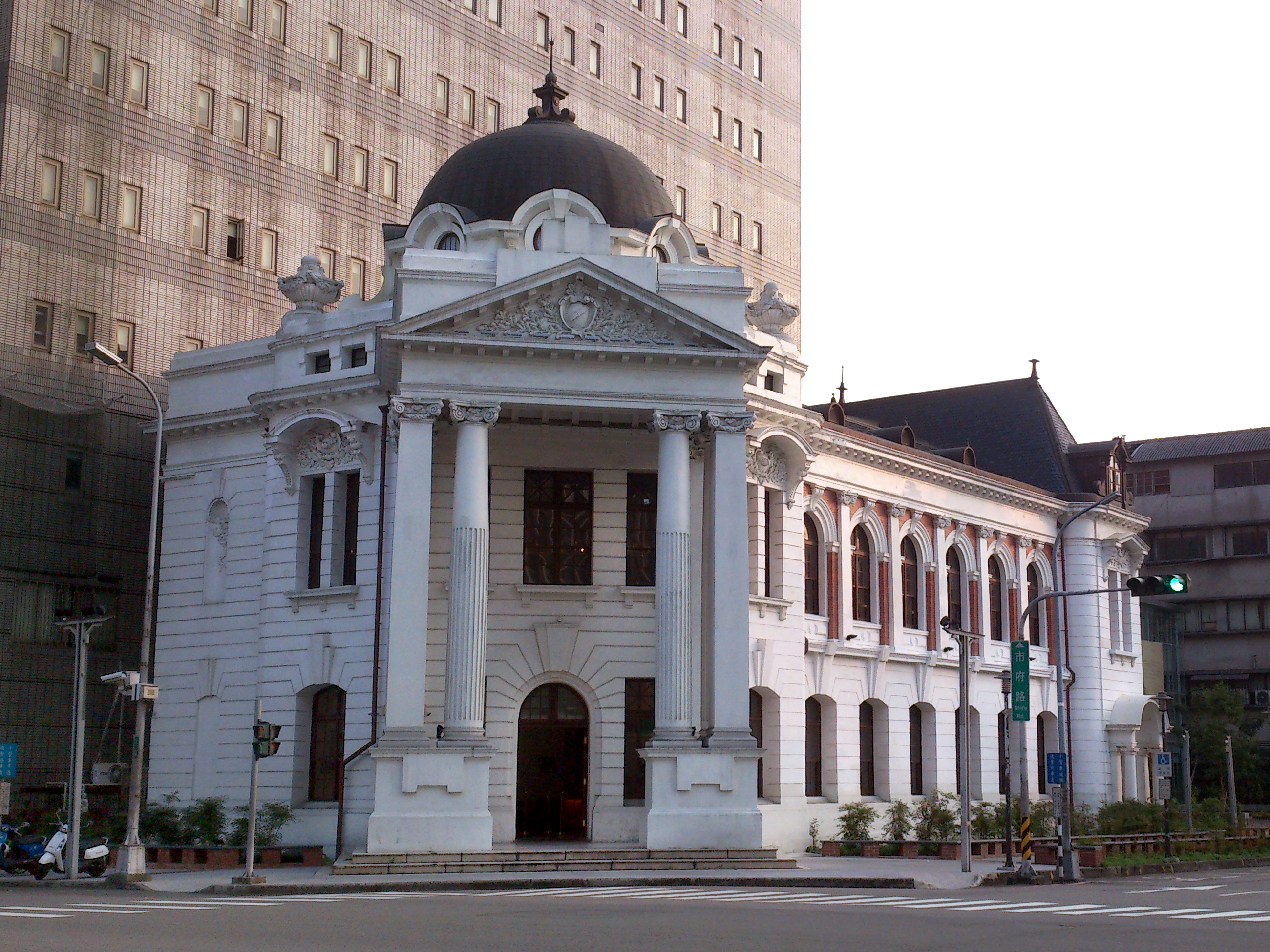
台中市役所

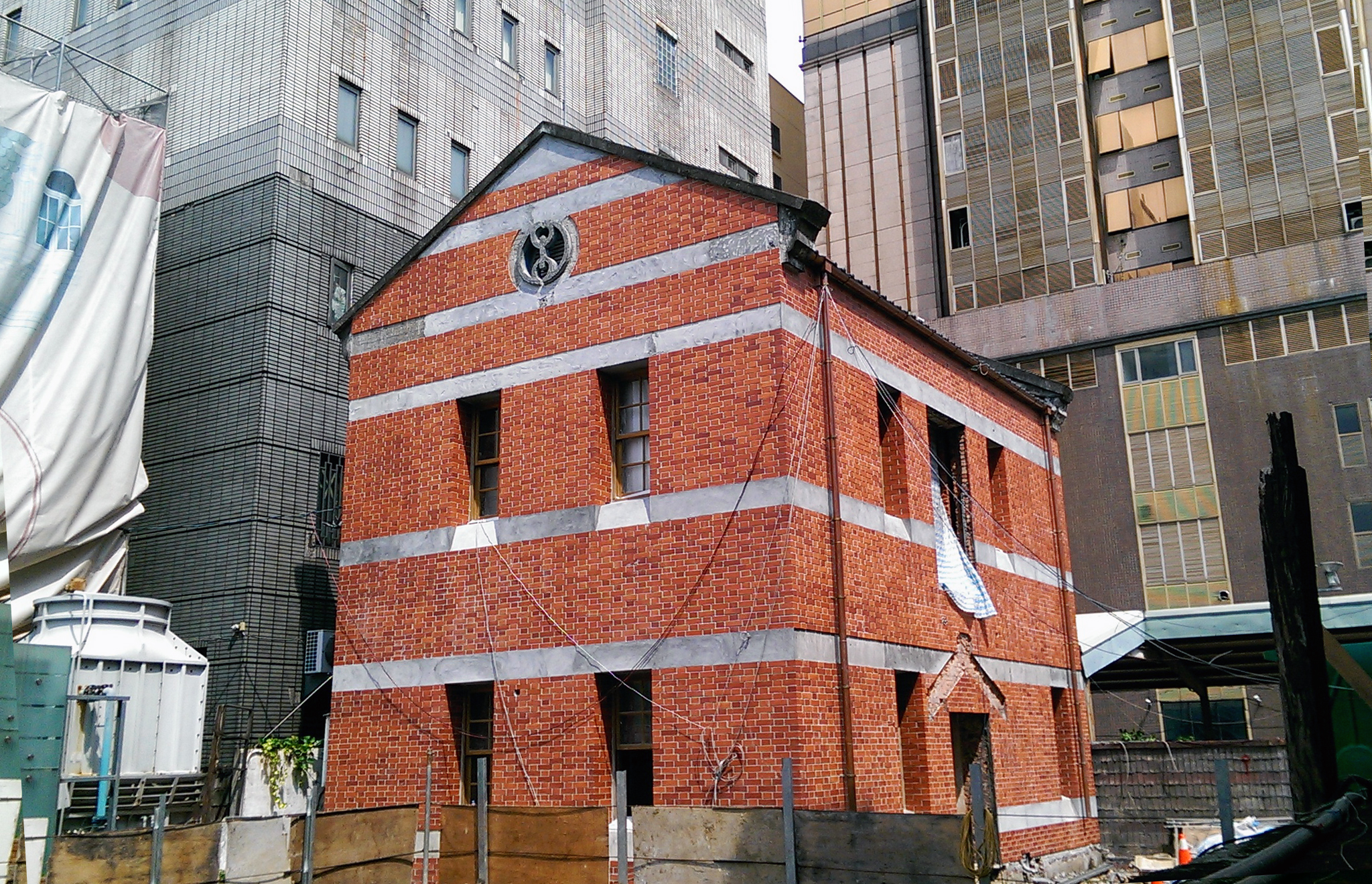
台中市公設質舖倉庫

一丁目
- 臺中市役所

- 台中市公設質舖

- 台中州農會
- 台中商工庶民信用組合

五丁目
- 台中地方法院俱樂部